# Curb (album)
Pour les articles homonymes, voir Curb (homonymie).
Albums de Nickelback
The State (album)
Curb est le 1er album du groupe canadien Nickelback, sorti le 1er mai 1996 et réédité en 2002.

## Pistes de l'album
1. "Little Friend" – 3:48
2. "Pusher" – 4:00
3. "Detangler" – 3:42
4. "Curb" – 4:52
5. "Where?" – 4:28
6. "Falls Back On" – 2:57
7. "Sea Groove" – 3:58
8. "Fly" – 2:53
9. "Just Four" – 3:54
10. "Left" – 4:03
11. "Window Shopper" – 3:42
12. "I Don't Have" – 4:07